# 調音

調音部位

唇音
両唇音
唇歯音
舌頂音
舌尖音 / 舌端音
舌唇音
歯間音
歯音
歯歯茎音
歯茎音
後部歯茎音
そり舌音
歯茎硬口蓋音
舌背音
硬口蓋音
軟口蓋音
口蓋垂音
咽喉音
咽頭音
喉頭蓋音
声門音
二重調音
両唇軟口蓋音

▶ 調音方法

調音方法

気流の妨害度

阻害音
破裂音
破擦音
摩擦音
共鳴音
ふるえ音
はじき音
接近音

気流の通路
中線音
側面音
口蓋帆の状態
口音
口鼻音
鼻音
気流機構
肺臓気流
吸気音
呼気音

非肺臓気流
放出音
入破音
吸着音

▶ 調音部位

調音（ちょうおん、英: Articulation）は、言語音を発音するため、舌や唇などの調音器官を動かし声道の形を変えることによって、気流に影響を与え、さまざまな種類の音声（子音および母音）を作り出すことをいう。調音の仕組みを調音機構という。気流および発声の仕組みと並んで言語音の主要な構成要素の一つである。

## 概要
調音は声道のうち喉頭より上の部分で様々な度合いのせばめ（英: stricture）を作ることによって行われる。せばめを作る位置のことを調音部位といい、その方法のことを調音方法という。調音にかかわる器官は調音器官という。
調音は、調音部位と調音方法によって分類することができる。

## 調音部位
調音部位（英: place of articulation）とは、子音の調音に際して声道内で空気の流れを妨げる場所のことをいう。例えば、唇、歯、歯茎、硬口蓋、軟口蓋などが調音部位であり、それぞれの音を唇音、歯音、歯茎音、硬口蓋音、軟口蓋音という。右表も参照。

## 調音方法
調音方法（英: manner of articulation）は、調音に際して、喉頭以上の調音器官の形や動きによって発声器官内の空気の流れを制御したり、発声器官内で発生する音声の共鳴の仕方を変化させたり、新たな音を発生あるいは追加したりして、さまざまな母音や子音を発生させる方法をいう。

## 母音の調音
母音の場合にも調音部位を考えることは不可能ではないが、はっきりしたせばめが作られないため、通常は調音部位・調音方法による記述ではなく、狭さ（高さ）と前後（前寄り・奥寄り）、および唇の形によって記述する。これらは聴覚印象の違いを生理的な用語で置き換えたもので、純粋に音声生理学的に母音の調音を説明するのは難しい。
一部の接近音は母音とよく似ており、母音と同様に記述される。たとえば[j]と[i]、[w]と[[円唇後舌狭母音|[u]]]、[ɥ]と[y]、[ɰ]と[ɯ]、[ɹ]と[ɚ]などが対応する。ただし、接近音の方が声道の狭まりが強い。

## 同時調音
同時調音は、2箇所以上の調音部位が関与する調音をいう。伝統的に、2つの調音部位が等しいせばめをもつ二重調音と、せばめの異なるもの（より広い方を二次的調音と呼ぶ）に分ける。しかし、ピーター・ラディフォギッドとイアン・マディソンによると、せばめが等しいといっても破裂音の場合と接近音の場合では異なるとして、[w]のような接近音を二重調音から除き（母音と同様に記述する）、また二次的調音は常に接近音であるとした。この説に従うと、同時調音は以下のように分けられる。
- 二重調音 - 2箇所以上の調音部位が関与する破裂音または鼻音
- 二次的調音 - 2つの調音部位が関与する調音のうち、片方が破裂音・鼻音・流音・摩擦音のいずれかで、もう一方が接近音のもの

### 二重調音
二重調音（にじゅうちょうおん、英: double articulation）は、2つの調音位置で同時になされる調音のうち、せばめの度合いが同じであるものをいう。代表的な二重調音に両唇軟口蓋音 [k͡p g͡b ŋ͡m] がある。
接近音の[w]・[ɥ]も通常は二重調音とされるが、上記のように破裂音や鼻音の場合と別に扱うこともある。
吸着音はその機構上かならず二重調音になる。

### 二次的調音
二次的調音（にじてきちょうおん、英: secondary articulation）ないし副次調音（ふくじちょうおん）は、比較的せばめの強い調音に重ねられて同時に調音される、比較的せばめの弱い調音。普通、接近音である。せばめの度合いが強いほうは主要調音（しゅようちょうおん、英: primary articulation）という。
二次的調音の調音部位によって、唇音化・口蓋化・軟口蓋化・咽頭化に分かれる。

## モデル
調音とその結果得られる音波の関係を記述する様々なモデルが提唱されている。

### 音響管モデル
音響管モデル（英: acoustic tube model）は1次元平面音波の声道内伝搬モデルである。
音波の波長が声道の幅より長い時、音波は横方向にほとんど伝搬せず声道の長軸方向へのみ伝搬する。ヒトの声の基本周波数が100~300Hzでありヒトの声道の幅を考慮すると、声の低周波数成分は声道内を1次元平面音波として伝搬すると見做せる。これが音響管モデルである。

### 縦続音響管モデル
縦続音響管モデルは声道を「固有の断面積をもつ音響管」の集まりが縦続したものとするモデルである。
声道は全ての領域が可変なのではなく、ある程度限られた調音部位が動く。ゆえに声道を十分短い区間で区切って見ればその部位を「断面積一定の音響管」としてモデル化できる。声道全体をいくつかの区画に区切って定断面積音響管の縦続とみなしたモデルが縦続音響管モデルである。
縦続音響管モデルは声道全体のインパルス応答を計算できるという利点をもつ。それぞれの区間音響管でウェブスターのホルン方程式を考えると、断面積一定の条件によって音響管両端における音圧・体積速度の関係が解析的に得られる（ABCD行列）。声道全体はこの縦続で表現されているのでABCD行列の積で計算できる。